# Medalha Hans Stille
A Medalha Hans Stille (em alemão:  Hans-Stille-Medaille) é uma condecoração por conquistas de destaque em geologia ou geociências. É concedida anualmente pela Sociedade de Geociências da Alemanha (Deutsche Gesellschaft für Geowissenschaften - DGG).
O prêmio foi estabelecido em 1948 e homenageia o geólogo Hans Stille, fundador do Geotektonisches Institut em Berlim, do qual foi diretor de 1950 a 1957. Em 1948 sete geocientistas (todos da Alemanha Ocidental) receberam a medalha, e desde 1950 a medalha é concedida anualmente apenas uma vez.

## Recipientes

### 1948–2000
- 1948 Karl Erich Andrée, Erich Bederke, Roland Brinkmann, Hermann Reich, Karl-Hermann Scheumann, Johannes Wanner, Paul Woldstedt

- 1949 não houve premiação
- 1950 Adolf Wurm
- 1951 Rudolf Richter
- 1952 Alfred Bentz
- 1953 Otto Erdmannsdörffer
- 1954 Hermann Schmidt
- 1955 Franz Lotze
- 1956 não houve premiação
- 1957 Wilhelm Otto Dietrich
- 1958 Wilhelm Kegel
- 1959 Ernst Kraus
- 1960 Ehrhard Voigt
- 1961 Rolf Bernhard Behrmann
- 1962 Hans-Joachim Martini
- 1963 Carl Wilhelm Correns
- 1964 Karl Krejci-Graf
- 1965 Hans-Rudolf von Gaertner
- 1966 Georg Knetsch
- 1967 Karl Richard Mehnert, Max Richter
- 1968 Gerhard Richter-Bernburg
- 1969 Marlies Teichmüller, Rolf Teichmüller
- 1970 não houve premiação
- 1971 Andreas Pilger
- 1972 Herbert Karrenberg
- 1973 Hans Closs, Wolf von Engelhardt
- 1974 Max Pfannenstiel
- 1975 Henno Martin
- 1976 Wolfgang Schott
- 1977 Helmut Gustav Franz Winkler
- 1978 Julius Hesemann
- 1979 Paul Schmidt-Thomé
- 1980 não houve premiação
- 1981 Henning Illies
- 1982 Martin Schwarzbach
- 1983 Walter Carlé
- 1984 Hans Füchtbauer
- 1985 Erik Flügel
- 1986 Eugen Seibold
- 1987 Walter Kertz
- 1988 Paul Wurster
- 1989 Eberhard Plein
- 1990 Georg Matthess
- 1991 Gerhard Einsele
- 1992 Hermann Jaeger
- 1993 Eva Paproth
- 1994 Franz Kockel
- 1995 German Müller
- 1996 Roland Walter
- 1997 Max Schwab
- 1998 Egon Althaus
- 1999 Reinhard Pflug
- 2000 Lothar Eissmann

### Desde 2001
- 2001 Hans-Ulrich Schmincke
- 2002 Hubert Miller
- 2003 Jörn Thiede
- 2004 Karl-Heinrich Heitfeld
- 2005 Dieter Karl Fütterer
- 2006 Dierk Henningsen
- 2007 Gerhard Katzung
- 2008 Wolfgang Frisch
- 2009 Horst D. Schulz
- 2010 Georg Kleinschmidt
- 2011 Werner Buggisch
- 2012 Thilo Bechstädt
- 2013 Gerhard Heinz Bachmann
- 2014 Gerhard Wörner[1]